# Sitobion matatum
Sitobion matatum är en insektsart. Sitobion matatum ingår i släktet Sitobion och familjen långrörsbladlöss. Inga underarter finns listade i Catalogue of Life.